# Fruttidoro

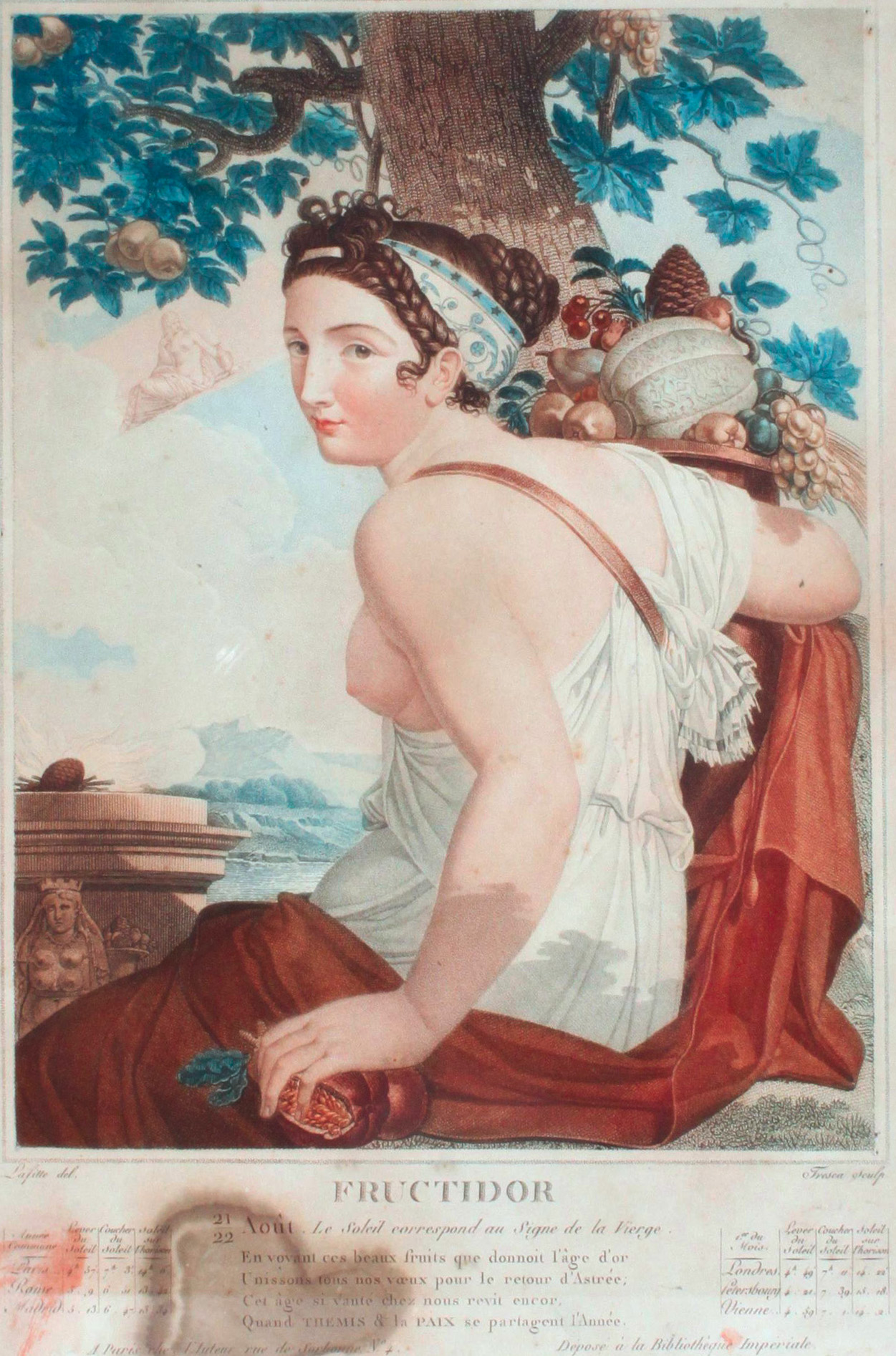
Louis Lafitte: Allegoria di Fruttidoro

Fruttidoro (in francese: fructidor) era il dodicesimo mese del calendario rivoluzionario francese e corrispondeva (a seconda dell'anno) al periodo compreso tra il 18/19 agosto e il 16/17 settembre nel calendario gregoriano. Era il terzo dei mois d'été (mesi d'estate); seguiva termidoro e precedeva i sanculottidi.
Il fruttidoro deve la sua etimologia ai "frutti che il sole dora e fa maturare da agosto a settembre", secondo i termini del rapporto presentato alla Convenzione nazionale il 3 brumaio anno II (24 ottobre 1793 da Fabre d'Églantine, in nome della "commissione incaricata della stesura del calendario".

## Tabella dei nomi dei giorni
Come tutti i mesi del calendario repubblicano francese, il fruttidoro era composto da 30 giorni e suddiviso in tre decadi. Ogni giorno aveva un nome proprio, tratto dal nome di una pianta, tranne il quinto (quintidi) e decimo (decadi) giorno di ogni decade, che aveva rispettivamente il nome di un animale e quello di un oggetto per l'agricoltura.
|          | 1ª decade | 1ª decade                  | 2ª decade | 2ª decade                | 3ª decade | 3ª decade                |
| Primidi  | 1.        | Prune (Prugna)             | 11.       | Pastèque (Anguria)       | 21.       | Eglantier (Rosa canina)  |
| Duodi    | 2.        | Millet (Miglio)            | 12.       | Fenouil (Finocchio)      | 22.       | Noisette (Nocciola)      |
| Tridi    | 3.        | Licoperde (Vescia)         | 13.       | Epine vinette (Crespino) | 23.       | Houblon (Luppolo)        |
| Quartidi | 4.        | Escourgeon (Orzo esastico) | 14.       | Noix (Noce)              | 24.       | Sorgho (Sorgo)           |
| Quintidi | 5.        | Saumon (Salmone)           | 15.       | Truite (Trota)           | 25.       | Écrevisse (Gambero)      |
| Sextidi  | 6.        | Tubéreuse (Tuberosa)       | 16.       | Citron (Limone)          | 26.       | Bigarade (Arancia amara) |
| Septidi  | 7.        | Sucrion (Orzo comune)      | 17.       | Cardière (Cardo)         | 27.       | Verge d'or (Verga d'oro) |
| Octidi   | 8.        | Apocyn (Apocino)           | 18.       | Nerprun (Alaterno)       | 28.       | Maïs (Granoturco)        |
| Nonidi   | 9.        | Réglisse (Liquirizia)      | 19.       | Tagette (Tagetes)        | 29.       | Marron (Castagna)        |
| Decadi   | 10.       | Échelle (Scala)            | 20.       | Hotte (Gerla)            | 30.       | Panier (Cesto)           |

## Tabella di conversione
| I. | II. | III. | IV. | V. | VI. | VII. |

| agosto | 1793 | 1794 | 1795 | 1796 | 1797 | 1798 | 1799 | settembre |

| I. | II. | III. | IV. | V. | VI. | VII. |

| agosto | 1793 | 1794 | 1795 | 1796 | 1797 | 1798 | 1799 | settembre |

| VIII. | IX. | X. | XI. | XII. | XIII. |

| agosto | 1800 | 1801 | 1802 | 1803 | 1804 | 1805 | settembre |

| VIII. | IX. | X. | XI. | XII. | XIII. |

| agosto | 1800 | 1801 | 1802 | 1803 | 1804 | 1805 | settembre |